# 多尔济 (乌珠穆沁部)
多尔济（？—1646年），清朝蒙古族王公。乌珠穆沁部人，博尔济吉特氏，博迪孙，翁衮都喇尔之子，元太祖十八世孙。
多尔济附属于察哈尔部。号车臣济农。后来因为不堪察哈尔林丹汗逼迫，迁徙到漠北克鲁伦河流域依附喀尔喀车臣汗硕垒。1635年和硕垒向后金进贡。1637年归附清朝。1638年二月，从征喀尔喀。1641年，贡马和雕鞍。1642年封为扎萨克和硕亲王，保留车臣号。1646年，掌管乌珠穆沁左翼，派达喇海从征苏尼特部腾机思，不久去世。